# Szúk Ahrász
Szúk Ahrász (arabul: سوق أهراس, tudományos átírással Sūq Ahrās) város Algériában. A jelenlegi város helyén a Római Birodalom egyik városa, Thagaste állt. A régi városból csak az épületek romjai maradtak fenn.

## Története
Thagaste nevét ifj. Plinius említi először, de megtaláljuk az Itinerarium Antoniniban (a Római Birodalom fontosabb útjainak a jegyzéke) is. Történetéről nem maradtak fenn feljegyzések, annyit tudni, hogy itt született Szent Mónika, és fia, Hippói Szent Ágoston püspök és filozófus, aki kolostort alapított itt. Ágostonon kívül két másik püspök is innen származott: Szent Firmus (3. század vége), Szent Alypius, Ágoston barátja. Egyes források szerint Szent Januáriusz is itt született, viszont ez nem bizonyított.